# کوین هرن
کوین ری هرن (زاده ۴ دسامبر ۱۹۶۱) یک تاجر و سیاستمدار آمریکایی اهل اوکلاهاما است. او که یک جمهوری‌خواه است، عضو مجلس نمایندگان ایالات متحده برای حوزه انتخابیه یکم اکلاهما  است. هرن که در میسوری متولد شد و در شهرستان پاپ، آرکانزاس بزرگ شد، در سال ۱۹۸۶ از دانشگاه فنی آرکانزاس فارغ‌التحصیل شد و برای مدت کوتاهی در موسسه فناوری جورجیا شرکت کرد و سپس به آرکانزاس بازگشت تا در سال بعد برای مک دونالد کار کند. در سال ۱۹۹۷ او اولین امتیاز مک دونالد خود را خرید و در سال ۱۹۹۹ مدرک کارشناسی ارشد مدیریت کسب‌وکار خود را از دانشگاه آرکانزاس، لیتل راک دریافت کرد. پس از نقل مکان به اوکلاهاما در سال ۱۹۹۹، هرن امتیازات مک دونالدز خود را گسترش داد و در نهایت صاحب ۱۸ فرنچایز در منطقه شهری تولسا شد.
هرن یک چهره پیشرو در تلاش برای لغو نتایج انتخابات ریاست جمهوری ۲۰۲۰ ایالات متحده بود. در دسامبر ۲۰۲۰، هرن در حمایت از تگزاس علیه پنسیلوانیا، دادخواستی را امضا کرد که در دادگاه عالی ایالات متحده با نتایج انتخابات ریاست جمهوری ۲۰۲۰ مخالفت کرد. دادگاه عالی به این دلیل که تگزاس بر اساس ماده ۳ قانون اساسی فاقد اعتبار بود، از رسیدگی به این پرونده خودداری کرد.